# Família Paraíso
Família Paraíso é uma sitcom brasileira exibida pelo canal Multishow desde 30 de maio de 2022, e é produzida pela emissora junto da TV Globo. Conta com a redação final de Jovane Nunes e Victor Leal e direção geral e artística de César Rodrigues. É estrelada por Leandro Hassum no papel de Leleco, um malandro atrapalhado que passa a trabalhar numa casa de repouso. Cacau Protásio, Viviane Araújo, Paulinho Serra, Guida Vianna, Teca Pereira, Arthur Kohl, Cosme dos Santos e Ataíde Arcoverde desempenham os demais papéis principais.

## Enredo
Leleco é um sujeito atrapalhado e que não para em nenhum emprego. Para piorar, ele perde seu velho carro. Na tentativa de conseguir dinheiro para recuperar o veículo, ele arruma um emprego na Casa Paraíso, uma instituição de repouso para idosos.

## Exibição
A primeira temporada foi exibida pela TV Globo de 16 de outubro a 25 de dezembro de 2022, substituindo a primeira temporada de Pipoca da Ivete, nas tardes de domingo. Não foi exibida no dia 27 de novembro de 2022, por causa da partida entre Espanha e Alemanha. E em 18 de dezembro de 2022, devido a final entre Argentina e França ambas pela Copa do Mundo FIFA de 2022.
A segunda temporada foi exibida pela TV Globo de 16 de julho a 10 de setembro de 2023, novamente nas tardes de domingo; substituindo a 8.ª temporada do The Voice Kids e foi substituída pela segunda temporada do Pipoca da Ivete. Não foi exibida no dia 13 de agosto de 2023, por conta da reexibição da edição 2023 do Criança Esperança.

## Elenco

### Principal
| Intérprete        | Personagem                 | Temporada | Temporada |
| Intérprete        | Personagem                 | 1 2022    | 2 2023    |
| ----------------- | -------------------------- | --------- | --------- |
| Leandro Hassum    | Leleco                     |           |           |
| Cacau Protásio    | Shirley                    |           |           |
| Viviane Araújo    | Manuela Berger (Manu)      |           |           |
| Paulinho Serra    | Machadinho                 |           |           |
| Guida Vianna      | Rosa de Oliveira (Rosinha) |           |           |
| Cosme dos Santos  | Joca                       |           |           |
| Teca Pereira      | Perpétua Gontijo           |           |           |
| Ataíde Arcoverde  | Raulzito                   |           |           |
| Arthur Kohl       | Alair Alcântara            |           |           |
| Sílvio Matos      | Antonio Carlos (Toninho)   |           |           |
| Shirley Donato    | Glorinha                   |           |           |
| Renan Nardim      | Gilson                     |           |           |
| Felipe Velozo     | Joca Neto (Joquinha)       |           |           |
| Márcia Manfredini | Dorotéia                   |           |           |
| Flavio Bellini    | Hadalgenor Dias (HD)       |           |           |
| Anja Bittencourt  | Clotilde                   |           |           |

### Participações especiais
| Lista de participações especiais | Lista de participações especiais | Lista de participações especiais |
| 1º Temporada (2022)              | 1º Temporada (2022)              | 1º Temporada (2022)              |
| Intérprete                       | Personagem                       | Episódio                         |
| -------------------------------- | -------------------------------- | -------------------------------- |
| Jovane Nunes                     | Guarda Nunes                     | A Piscina                        |
| Rafael Leftel                    | Janderson                        | A Piscina                        |
| Aílton Graça                     | Antônio Maria                    | O Baile                          |
| Dandara Mariana                  | Solange                          | O Baile                          |
| Fafy Siqueira                    | Lourdes Azevedo (Lourdinha)      | Dona Lourdinha                   |
| Luiz Guilherme                   | Dr. Pacheco                      | O Dinheiro                       |
| Joel Santana                     | Ele mesmo                        | Dia dos Namorados                |
| Jandir Ferrari                   | Dr. Evilásio / Dr. Palhaço       | O Geriatra                       |
| Augusto Madeira                  | Jóia                             | O Anel                           |
| Suely Franco                     | Mirtes Bueno                     | A Ex-Namorada                    |
| Jovane Nunes                     | Locutor (voz)                    | O Bolão                          |
| Lucas Veloso                     | Bruce Lee                        | A Recepção                       |
| Adriano Bolshi                   | Kioshi                           | A Recepção                       |
| 2º Temporada (2023)              |                                  |                                  |
| Ary Fontoura                     | Dr. Pet                          | O Doutor                         |
| Lúcio Mauro Filho                | Ludovic                          | A Sopeira                        |
| Sérgio Loroza                    | Carlinhos Potência               | O Carnaval                       |
| Elisa Pinheiro                   | Simone                           | A Fisioterapeuta                 |
| Angélica                         | Ela mesma                        | A Estrela                        |
| Sura Berditchevsky               | Dirce                            | A Estrela                        |
| David Pinheiro                   | Cerqueira                        | A Estrela                        |
| David Pinheiro                   | Cerqueira                        | Os Seguidores                    |
| Aramis Trindade                  | Marvelino                        | O Motoboy Fantasma               |
| Adriano Bolshi                   | Entregador                       | O Chinelo                        |
| Sérgio Loroza                    | Carlinhos Potência               | O Casamento                      |
| Samuel Melo                      | Dr. Ricardo                      | O Ciúme                          |
| Nicolas Ahnert                   | Taylor                           | O Ciúme                          |

## Audiência
Em sua estreia na TV Globo, em 16 de outubro, Família Paraíso conquistou 11,9 pontos na Grande São Paulo. Sendo assim o humoristico superou em audiência, o Pipoca da Ivete, que patinou no Ibope durante  toda sua temporada.